# Борщовка (Ровненская область)
Борщовка (укр. Борщівка) — село в Малолюбашанской сельской общине Ровненского района Ровненской области Украины.
До 2020 года входило в Костопольский район.
Население по переписи 2001 года составляло 791 человек. Почтовый индекс — 35009. Телефонный код — 3657. Код КОАТУУ — 5623483902.